# Portlandia intermedia
Portlandia intermedia är en musselart som först beskrevs av Michael Sars 1865.  Portlandia intermedia ingår i släktet Portlandia och familjen Yoldiidae. Inga underarter finns listade i Catalogue of Life.